# 50 Moganshan Road
El nombre 50 de la Moganshan Road (en xinès: 莫干山 路 50 号) o "M50" és el principal districte d'art contemporani de la ciutat de Xangai, Xina. Aquest alberga i, al seu torn presenta, la producció artística d'una pròspera comunitat de més de cent artistes que, mitjançant diferents galeries d'art i tallers presents a l'M50, mostren els seus treballs de manera oberta al públic. Aquest tipus d'iniciativa, que no és exlusiva de la ciutat shangainesa, té evidents punts de contacte amb altres districtes de l'art com el SoHo de Nova York o la 798 Art Zone de Pequín, amb les quals és freqüentment comparada precisament pel fet d'aglutinar una gran quantitat de galeries d'art contemporani en una mateixa ubicació. L'M50, amb el temps, no només s'ha convertit en un lloc de trobada per als professionals de l'art o els col·leccionistes, sinó que a causa de les seves particularitats, és un pol d'atracció important per a la cultura de la ciutat, els ciutadans i els turistes que visiten Xangai. Conseqüència i causa al seu torn d'una part d'això la té la prestigiosa revista Time, la qual va arribar a exposar la visita a M50 entre les deu millors coses a fer a Xangai. El nom del districte sorgeix de la contracció entre la primera lletra del carrer, Moganshan, i el número que ocupa el districte en el citat carrer. És per aquesta raó que el districte és denominat M50, o en molts casos fins i tot Moganshan Road (per ser el més característic del carrer), ocupant una antiga zona industrial situada al llarg del riu Suzhou.

## Història
L'origen de l'M50 es remunta a l'any 2000, moment en el qual l'artista de la ciutat Xue Song es va adonar dels beneficis potencials del lloc en disposar d'una gran quantitat d'espai a un preu realment econòmic (tenint en compte els estàndards de la ciutat) a causa de la seva naturalesa d'espai industrial caigut en desús. Aquesta opinió va ser compartida per altres artistes com Ding Yi, Qu Fengguo o Wang Xingwei, entre d'altres, els quals es van traslladar a la mateixa zona. En aquest mateix ordre i direcció, encara que els terrenys i els edificis són encara en l'actualitat propietat de Shangtex -grup tèxtil de propietat estatal que operava la fàbrica ja desapareguda-, l'espai ha acabat per convertir-se en el nucli de l'art contemporani de la ciutat i en un important centre turístic. D'aquesta manera, en l'actualitat el número 50 de Moganshan Road és un espai en el qual galeries, estudis d'artistes, empreses destinades al disseny gràfic i les arts visuals, així com a la cultura en general, han pres la decisió d'assentar les seves activitats. A això, s'hi ha d'afegir el fet que l'M50 compta amb alguna botiga i bar/restautant, el que facilita el dinamisme i la vida del lloc.

## Els artistes i galeries
L'M50 alberga més de 120 galeries i estudis d'art distribuïts en els seus diferents edificis. Alguns dels artistes més coneguts de Xangai han fet del lloc el seu principal espai de treball i de representació, incloent-hi els reconeguts Zhou Tiehai, Ding Yi, Xu Zhen o el col·lectiu Liu Dao. D'entre les galeries, el visitant pot visitar ShanghART, island6, Joy Collection o A+ Contemporary, per exemple.